# Nový dvůr (Letohrad)
Nový dvůr v Letohradě je soubor historických budov, v němž nyní působí soukromé Muzeum řemesel Letohrad. Areál zemědělského dvora pochází z poloviny 18. století, včetně mladších hospodářských budov vykazuje dochovanou kompaktní zástavbou kolem obdélníkového nádvoří. Památkově chráněný je od roku 1958. Založen byl v 80. letech 17. století náhradou za hospodářský dvůr při tvrzi (pozdějším zámku), zmiňovaný již v 16. století. Barokní brána a obytná část se sýpkou jsou nejspíše z doby kolem r. 1750.

## Muzeum řemesel
V době komunistického režimu objekt trpěl nedostatečnou údržbou. V roce 1996, kdy byl již v katastrofálním technickém stavu, ho získal letohradský podnikatel Pavel Tacl. Ten zde po rekonstrukci 18. května 2000 otevřel Muzeum řemesel.
Plocha muzea převyšující 2600 m2 obsahuje 89 ucelených expozic řemesel a živností z období 1840-1930. Kromě známých profesí, jako je truhlář či řezbář, prezentuje i práci kovotlačitele, koláře, bednáře, šindeláře a mnoha dalších. Je zde vystaven například ojedinělý soubor strojů pro výrobu hrábí, pilnice se čtyřmi funkčními katry a 100 let stará školní třída, zubní a gynekologická ordinace, historická hasičská technika a expozice betlémů.

### Expozice muzea
- Trasa A - Expozice řemesel ve třech patrech sýpky
- Trasa B - Kolář, mechanické dílny, pilnice
- Trasa C - Vozovna, kočáry, zemědělská technika, traktory, hasičská technika, funebrák
- Trasa D - Zubní a gynekologická ordinace
- Trasa E - Školní třída
- Trasa H - Retro + Kouzelný les
- Trasa K - Historické betlémy